# شارلوت جين

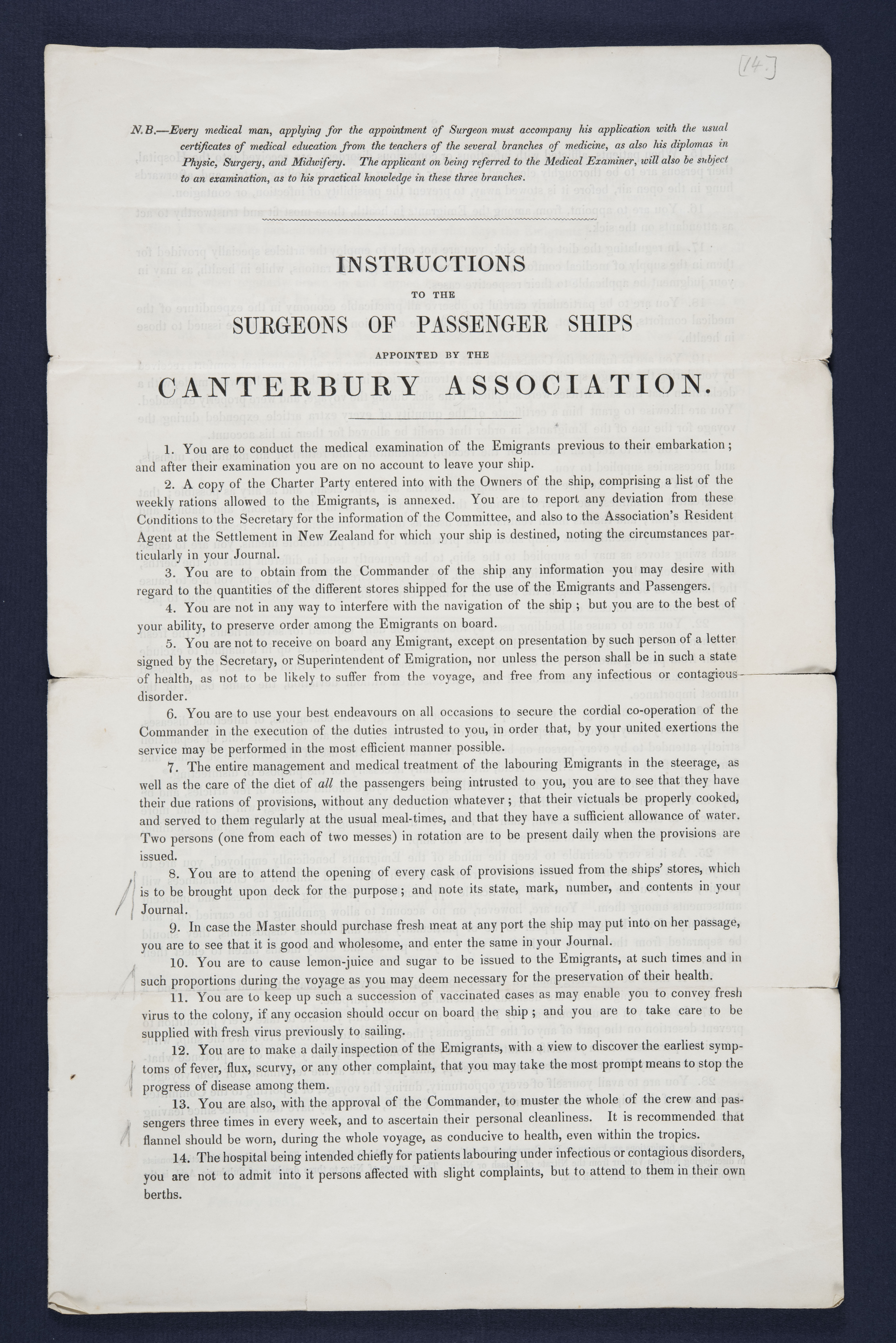
رسالة - شارلوت جين

شارلوت جين هي واحدة من أول أربع سفن قامت بنقل المهاجرين من إنجلترا إلى المستعمرة الجديدة «كانتربيري» في نيوزيلاندا، وذلك في عام 1850م.

## وصولها إلى ليتيلتون
كان مايقرب من 790راكباً على متن السفن الأربعة؛ «راندولف», و«كريسي», و«سير جورج سيمور», و«شارلوت جين.» بالإضافة إلى ذلك حصل قرابة 60 راكب على تصاريح لصعود السفينة، بينما ترك البعض الآخر وتم إنزاله من السفينة. كانت «شارلوت جين» أول سفينة تصل إلى ليتيلتون صباحاً في 16 كانون الأول/ديسمبر 1850, ثم «راندولف» بعد ظهر ذلك اليوم.بينما وصلت السفينة «سير جورج سيمور» في 17 من كانون الأول/ديسمبر، وتليها «كريسي», التي وصلت في 27 كانون الأول/ديسمبر. حملت «شارلوت جين» المعدات اللازمة لإصدار أول صحيفة في المنطقة، وهي صحيفة «ليتيلتون تايمز», والتي نشرت لأول مرة بعد أقل من شهر من وصول تلك السفينة.

## الركاب
حملت السفينة شارلوت جين حوالي 154 راكباً. لكن لا يمكن الوصول إلى العدد الدقيق لأن قوائم الأطباء الجراحين لا تتطابق مع قوائم الشحن، بالإضافة إلى أن هناك أطفال صغار لم يتم حصرهم وعدّهم.عُرِفَ ركاب تلك السفن الأربعة باسم «الحجاج», ونقشت أسمائهم على لوحات من الرخام في ساحة كاتدرائية في وسط كرايستشرش.

### أبرز الركاب
كان جيمس فيتزجيرالد هو الراكب الأول، والذي أصبح سياسياً بارزاً ومهماً في نيوزيلاندا. وكان بالطبع المهندس المعماري بنجامين مونتفورت أحد أبرز ركاب تلك السفينة. وكذلك تشارلز بوين الذي أصبح بعد ذلك رئيس المجلس التشريعي في نيوزيلاندا. وكذلك جيمس ستيوارت رتلي، الذي كان أحد أعضاء البرلمان النيوزيلاندي الأول، وذلك قبل عودته إلى إنجلترا عام 1855م. بالإضافة إلى ذلك جيمس تيمبلر فيشر، الذي تم انتخابه للبرلمان عام 1876م.وكان إدوارد برينشلي بيشوب العمدة السادس لمقاطعة كرايستشرش.وكان ألفريد تشارلز باركر هو الطبيب الجراح في تلك الرحلة، وهو أيضاً أول طبيب في كانتربيري.